# Persone di nome Irina
| Questa pagina contiene informazioni ricavate automaticamente dalle voci biografiche con l'ausilio del template Bio e di un bot. L'aggiornamento è periodico e automatico e ricostruisce completamente la pagina. Se manca una persona in questa lista, sei pregato di non aggiungerla, ma accertati piuttosto che la sua voce biografica contenga il template Bio e che i dati anagrafici siano correttamente compilati. Se il template Bio manca, inseriscilo tu stesso o, in alternativa, metti l'avviso {{tmp\|Bio}} che ne segnala la mancanza. Se i dati riportati sono sbagliati, correggi direttamente la voce biografica; le modifiche saranno visibili in questa lista entro pochi giorni. Per chiarimenti vedi il progetto antroponimi. La lista contiene solo le 144 persone che sono citate nell'enciclopedia e per le quali è stato implementato correttamente il template Bio. Pagina aggiornata al 6 ago 2025. |

Questa è una lista di persone presenti nell'enciclopedia che hanno il nome Irina, suddivise per attività principale.

## Allenatrici di pallavolo(1)
- Irina Kirillova, allenatrice di pallavolo e ex pallavolista russa (Tula, n. 1965)

## Altiste(1)
- Irina Gordeeva, altista russa (n. 1986)

## Antropologhe(1)
- Irina Karamanos, antropologa, politologa e attivista cilena (Santiago del Cile, n. 1989)

## Assassine seriali(1)
- Irina Gajdamačuk, serial killer russa (Njagan', n. 1972)

## Attiviste(1)
- Irina Flige, attivista russa (San Pietroburgo, n. 1960)

## Attrici(7)
- Irina Demick, attrice francese (Pommeuse, n. 1936 - Indianapolis, † 2004)
- Irina Maleeva, attrice bulgara (Bulgaria, n. 1954)
- Irina Mirošničenko, attrice sovietica (Barnaul, n. 1942 - Mosca, † 2023)
- Irina Sanpiter, attrice sovietica (Mosca, n. 1957 - Roma, † 2018)
- Irina Skobceva, attrice sovietica (Tula, n. 1927 - Mosca, † 2020)
- Irina Staršenbaum, attrice russa (Mosca, n. 1992)
- Irina Wanka, attrice e doppiatrice tedesca (Monaco di Baviera, n. 1961)

## Aviatrici(1)
- Irina Fëdorovna Sebrova, aviatrice russa (Novomoskovsk, n. 1914 - Mosca, † 2000)

## Biatlete(5)
- Irina Kazakevič, biatleta russa (Berdsk, n. 1997)
- Irina Mal'gina, ex biatleta russa (Murmansk, n. 1973)
- Irina Milešina, ex biatleta russa (Lopatino, n. 1970)
- Irina Nikulčina, biatleta e fondista bulgara (Razlog, n. 1974)
- Irina Starych, ex biatleta russa (Kurgan, n. 1987)

## Bobbiste(1)
- Irina Strebel, bobbista, ex velocista e ex ostacolista svizzera (n. 1996)

## Calciatrici(1)
- Irina Pando, calciatrice svizzera (Zurigo, n. 1995)

## Cantanti(7)
- Irina Allegrova, cantante russa (Rostov sul Don, n. 1952)
- Irina, cantante finlandese (Kauhajoki, n. 1975)
- Iru Khechanovi, cantante georgiana (Tbilisi, n. 2000)
- Irina Loghin, cantante e politica rumena (n. 1939)
- Irina Otieva, cantante russa (Tbilisi, n. 1958)
- Irina Ponarovskaja, cantante e attrice russa (Leningrado, n. 1953)
- Irina Rimes, cantante moldava (Izvoare, n. 1991)

## Cantastorie(1)
- Irina Andreevna Fedosova, cantastorie russa (Sopronovo, n. 1831 - Lisicino, † 1899)

## Cantautrici(1)
- Iris Moné, cantautrice svizzera (Trieste, n. 1975)

## Cestiste(13)
- Irina Banar, ex cestista moldava (Sokal', n. 1973)
- Irina Chipakina, ex cestista moldava (Odessa, n. 1964)
- Irina Crasnoscioc, ex cestista moldava (Kišinev, n. 1981)
- Irina Gerlic, ex cestista sovietica (Krasnokutsk, n. 1966)
- Irina Guba, ex cestista e allenatrice di pallacanestro sovietica (Minsk, n. 1957)
- Irina Kušč, ex cestista russa (Šachtinsk, n. 1969)
- Irina Levčenko, ex cestista sovietica (Novosibirsk, n. 1961)
- Irina Medvedeva, ex cestista russa (Aşgabat, n. 1976)
- Irina Minch, ex cestista sovietica (Čerepanovo, n. 1964)
- Irina Osipova, ex cestista russa (Mosca, n. 1981)
- Irina Sokolovskaja, ex cestista russa (Vologda, n. 1983)
- Irina Suetina, ex cestista moldava (Kišinev, n. 1978)
- Irina Sumnikova, ex cestista russa (Minsk, n. 1964)

## Cosmonaute(1)
- Irina Bajanovna Solov'ëva, cosmonauta e militare russa (Kireevsk, n. 1937)

## Danzatrici(2)
- Irina Michailovna Baronova, ballerina russa (Pietrogrado, n. 1919 - Byron Bay, † 2008)
- Irina Dvorovenko, ballerina e attrice ucraina (Kiev, n. 1973)

## Danzatrici su ghiaccio(2)
- Irina Lobačëva, ex danzatrice su ghiaccio russa (Mosca, n. 1973)
- Irina Moiseeva, ex danzatrice su ghiaccio russa (Mosca, n. 1955)

## Discobole(2)
- Irina Begljakova, discobola sovietica (n. 1933 - Mosca, † 2018)
- Irina Meszynski, ex discobola tedesca (Berlino Est, n. 1962)

## Doppiatrici(1)
- Irina Margareta Nistor, doppiatrice e autrice televisiva romena (Bucarest, n. 1957)

## Editrici(1)
- Irina Posnova, editrice, teologa e traduttrice russa (Kiev, n. 1914 - Bruxelles, † 1997)

## Fisici(1)
- Irina Rakobol'skaja, fisico sovietica (Dankov, n. 1919 - Mosca, † 2016)

## Fondiste(2)
- Irina Chazova, ex fondista russa (Sarov, n. 1984)
- Irina Skladneva, ex fondista russa (Brynkhovo, n. 1974)

## Fotografe(1)
- Irina Ionesco, fotografa francese (Parigi, n. 1930 - Parigi, † 2022)

## Ginnaste(5)
- Irina Alekseeva, ginnasta russa (Mosca, n. 2002)
- Irina Viktorovna Čaščina, ex ginnasta russa (Omsk, n. 1982)
- Irina Karavaeva, ex ginnasta russa (Krasnodar, n. 1975)
- Irina Risenson, ginnasta israeliana (Budapest, n. 1988)
- Irina Viner, ex ginnasta e allenatrice di ginnastica sovietica (Samarcanda, n. 1948)

## Giornaliste(2)
- Irina Slavina, giornalista russa (Gor'kij, n. 1973 - Nižnij Novgorod, † 2020)
- Irina Šichman, giornalista russa (Tomsk, n. 1984)

## Judoka(1)
- Irina Dolgova, judoka russa (Bratsk, n. 1995)

## Karateka(1)
- Irina Zaretska, karateka azera (Odessa, n. 1996)

## Lottatrici(1)
- Irina Rîngaci, lottatrice moldava (Leova, n. 2001)

## Lunghiste(2)
- Irina Melešina, lunghista russa (Rjazan', n. 1982)
- Irina Mušailova, ex lunghista russa (n. 1967)

## Marciatrici(2)
- Irina Stankina, ex marciatrice russa (Saransk, n. 1977)
- Irina Strachova, ex marciatrice sovietica (Novosibirsk, n. 1959)

## Mezzofondiste(1)
- Irina Pod"jalovskaja, mezzofondista sovietica (Vishenka, n. 1959 - † 2024)

## Mezzosoprani(2)
- Irina Konstantinovna Archipova, mezzosoprano e contralto russo (Mosca, n. 1925 - Mosca, † 2010)
- Irina Petrovna Bogačёva, mezzosoprano sovietico (Leningrado, n. 1939 - San Pietroburgo, † 2019)

## Modelle(5)
- Irina Antonenko, modella russa (Ekaterinburg, n. 1991)
- Irina Kulikova, modella russa (Slobodskoj, n. 1991)
- Irina Lazareanu, modella canadese (Cluj-Napoca, n. 1982)
- Irina Šaripova, modella russa (Bukhara, n. 1992)
- Irina Shayk, supermodella russa (Emanželinsk, n. 1986)

## Multipliste(4)
- Irina Belova, ex multiplista russa (Angarsk, n. 1968)
- Irina Karpova, ex multiplista kazaka (Öskemen, n. 1980)
- Irina Press, multiplista, ostacolista e pesista sovietica (Char'kov, n. 1939 - Mosca, † 2004)
- Irina Velihanova, multiplista turkmena (n. 1996)

## Museologhe(1)
- Irina Antonova, museologa e storica dell'arte russa (Mosca, n. 1922 - Mosca, † 2020)

## Nobili(1)
- Irina Michajlovna Raevskaja, nobile russa (Carskoe Selo, n. 1892 - Sigmaringen, † 1955)

## Nuotatrici(4)
- Irina Govorukhin, nuotatrice artistica kazaka (n. 2006)
- Irina Peršina, sincronetta russa (n. 1978)
- Irina Pozdnjakova, ex nuotatrice sovietica (Mosca, n. 1953)
- Irina Rodríguez, sincronetta spagnola (Barcellona, n. 1977)

## Ostacoliste(1)
- Irina Davydova, ostacolista russa (Aleksandrov, n. 1988)

## Pallamaniste(2)
- Irina Bliznova, ex pallamanista russa (Krasnodar, n. 1986)
- Irina Poltorackaja, pallamanista e allenatrice di pallamano russa (n. 1979)

## Pallanuotiste(1)
- Irina Tolkunova, pallanuotista russa (Mosca, n. 1971)

## Pallavoliste(4)
- Irina Fetisova, pallavolista russa (Valladolid, n. 1994)
- Irina Poleščuk, ex pallavolista bielorussa (Minsk, n. 1973)
- Irina Voronkova, pallavolista russa (Istanbul, n. 1995)
- Irina Zarjažko, pallavolista russa (Novosibirsk, n. 1991)

## Pattinatrici artistiche su ghiaccio(3)
- Irina Rodnina, ex pattinatrice artistica su ghiaccio e politica russa (Mosca, n. 1949)
- Irina Sluckaja, ex pattinatrice artistica su ghiaccio russa (Mosca, n. 1979)
- Irina Vorob'ëva, pattinatrice artistica su ghiaccio sovietica (Leningrado, n. 1958 - Colorado Springs, † 2022)

## Pattinatrici di velocità su ghiaccio(1)
- Irina Egorova, ex pattinatrice di velocità su ghiaccio sovietica (Ivanovo, n. 1940)

## Pesiste(3)
- Irina Chudoroškina, ex pesista russa (Tonarskiy, n. 1968)
- Irina Koržanenko, ex pesista russa (Azov, n. 1974)
- Irina Tarasova, pesista russa (n. 1987)

## Poetesse(1)
- Irina Odoevceva, poetessa e romanziera russa (Riga, n. 1895 - Leningrado, † 1990)

## Politiche(4)
- Irina Bokova, politica bulgara (Sofia, n. 1952)
- Irina Mucuovna Chakamada, politica e economista russa (Mosca, n. 1955)
- Irina Vlah, politica e giurista moldava (Comrat, n. 1974)
- Irina von Wiese, politica britannica (Colonia, n. 1967)

## Principesse(3)
- Irina Pavlovna Paley, principessa russa (Parigi, n. 1903 - Parigi, † 1990)
- Irina di Romania, principessa rumena (Losanna, n. 1953)
- Irina Aleksandrovna Romanova, principessa russa (reggia di Peterhof, n. 1895 - Parigi, † 1970)

## Pugili(1)
- Irina Sineckaja, pugile russa (Stavropol', n. 1978)

## Registe(1)
- Irina Igorevna Povolckaja, regista sovietica (Mosca, n. 1937)

## Registi(1)
- Irina Ivanovna Poplavskaja, regista sovietico (Mosca, n. 1924 - Mosca, † 2012)

## Saltatrici con gli sci(1)
- Irina Avvakumova, saltatrice con gli sci russa (Myza, n. 1991)

## Scacchiste(2)
- Irina Krush, scacchista statunitense (Odessa, n. 1983)
- Irina Levitina, scacchista e giocatrice di bridge statunitense (Leningrado, n. 1954)

## Schermitrici(4)
- Irina Baženova, schermitrice russa (n. 1978)
- Irina Covaliu, ex schermitrice rumena (Brașov, n. 1974)
- Irina Embrich, schermitrice estone (Tallinn, n. 1980)
- Irina Ušakova, ex schermitrice sovietica (n. 1954)

## Scrittrici(1)
- Irina Ratušinskaja, scrittrice e poetessa russa (Odessa, n. 1954 - Odessa, † 2017)

## Slittiniste(1)
- Irina Kusakina, ex slittinista russa (Leningrado, n. 1965)

## Sollevatrici(2)
- Irina Kasimova, ex sollevatrice russa (Karaganda, n. 1971)
- Irina Lepșa, sollevatrice romena (n. 1992)

## Soprani(2)
- Irina Iordachescu, soprano rumeno (Bucarest, n. 1977)
- Irina Lungu, soprano russo (Moldavia, n. 1980)

## Storiche(1)
- Irina Ščerbakova, storica e scrittrice russa (Mosca, n. 1949)

## Tenniste(5)
- Irina Maria Bara, tennista romena (Ștei, n. 1995)
- Irina Chromačëva, tennista russa (Mosca, n. 1995)
- Irina Falconi Hartman, ex tennista statunitense (Portoviejo, n. 1990)
- Irina Seljutina, tennista kazaka (Alma-Ata, n. 1979)
- Irina Spîrlea, ex tennista romena (Bucarest, n. 1974)

## Tiratrici a segno(1)
- Irina Gerasimënok, tiratrice a segno russa (Mosca, n. 1970)

## Tripliste(1)
- Irina Gumenjuk, triplista russa (Leningrado, n. 1988)

## Tuffatrici(2)
- Irina Kalinina, ex tuffatrice sovietica (Penza, n. 1959)
- Irina Laško, tuffatrice australiana (Samara, n. 1973)

## Velociste(4)
- Irina Chabarova, ex velocista russa (Ekaterinburg, n. 1966)
- Irina Nazarova, ex velocista sovietica (Korolëv, n. 1957)
- Irina Privalova, ex velocista e ostacolista russa (Malachovka, n. 1968)
- Irina Turova, velocista sovietica (Leningrado, n. 1935 - Mosca, † 2012)

## Senza attività specificata(4)
- Irina Fëdorovna Godunova, russa (Mosca, n. 1557 - Mosca, † 1603)
- Irina Kalent'eva, ex mountain biker russa (Norwash-Shigali, n. 1977)
- Irina Kiseleva, ex pentatleta sovietica (Mosca, n. 1967)
- Irina Aleksandrovna Kolpakova, ex ballerina russa (Leningrado, n. 1933)